# Onix Cortés Aldama
Onix Cortés Aldama (née le 12 décembre 1988) est une judokate cubaine en activité évoluant dans la catégorie des moins de 70 kg. Elle compte à son palmarès un titre de championne du monde junior et une médaille de bronze aux championnats du monde seniors.

## Palmarès

### Palmarès international
| Année | Compétition                         | Lieu           | Résultat | Catégorie      |
| ----- | ----------------------------------- | -------------- | -------- | -------------- |
| 2006  | Championnats du monde juniors       | Saint-Domingue | 1re      | Moins de 63 kg |
| 2007  | Championnats panaméricains          | Montréal       | 3e       | Moins de 70 kg |
| 2010  | Championnats panaméricains          | San Salvador   | 3e       | Moins de 70 kg |
| 2011  | Championnats panaméricains          | Guadalajara    | 1re      | Moins de 70 kg |
| 2011  | Championnats du monde               | Paris          | 5e       | Moins de 70 kg |
| 2012  | Championnats panaméricains          | Montréal       | 2e       | Moins de 70 kg |
| 2013  | Championnats panaméricains          | San José       | 2e       | Moins de 70 kg |
| 2013  | Championnats du monde universitaire | Kazan          | 3e       | Moins de 70 kg |
| 2013  | Championnats du monde               | Rio de Janeiro | 3e       | Par équipes    |
| 2014  | Championnats du monde               | Tcheliabinsk   | 3e       | Moins de 70 kg |